# Stanisław Wawrzeń
Stanisław Wawrzeń (ur. 6 października 1933 w Przemęczankach) – polski rolnik i polityk, poseł na Sejm PRL VIII kadencji.

## Życiorys
Uzyskał wykształcenie średnie ogólnokształcące. Właściciel gospodarstwa rolnego, hodował trzodę chlewną. W 1963 wstąpił do Polskiej Zjednoczonej Partii Robotniczej. W 1976 został sekretarzem jej podstawowej organizacji partyjnej w Kowarach, a w 1978 członkiem Komitetu Krakowskiego. Zasiadał też komisji rewizyjnej Komitetu Gminnego. W latach 1980–1985 pełnił mandat posła na Sejm PRL VIII kadencji w okręgu Kraków. Zasiadał w Komisji Prac Ustawodawczych, Komisji Rolnictwa i Przemysłu Spożywczego oraz w Komisji Rolnictwa, Gospodarki Żywnościowej i Leśnictwa.
W 2016 z żoną Teresą otrzymał Medal za Długoletnie Pożycie Małżeńskie.